# El Condao

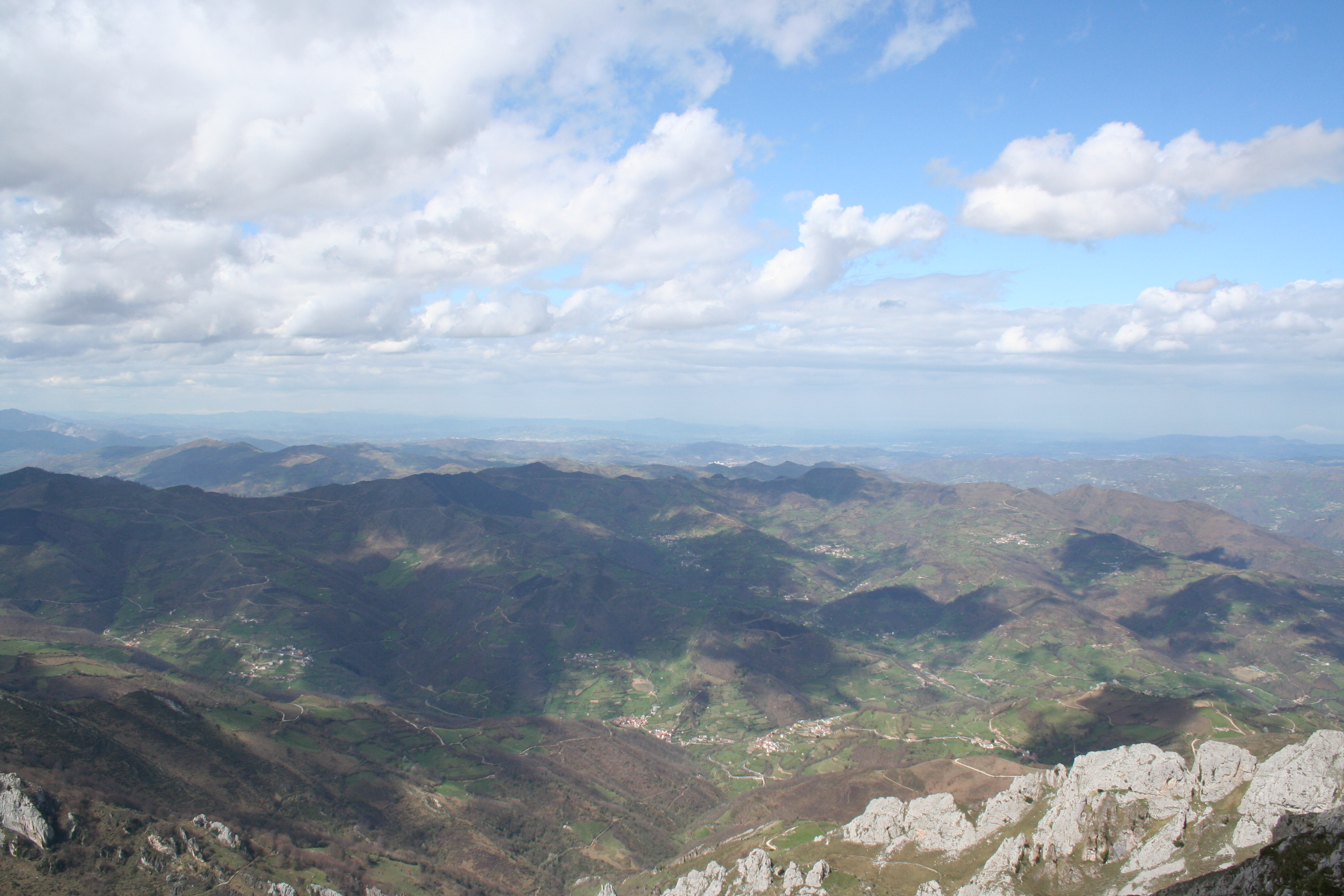
Localització de El Condado

El Condao és una parròquia del conceyu asturià de Llaviana.
D'aquesta parròquia convé destacar El Torreón, d'origen romà encara que ha sofert reconstruccions posteriors, i la casa dels Menéndez, a Aldea.
El poble de El Condado fou escollit "el poble més bonic d'Astúries" l'any 1969.

## Pobles
- L'Aldea: 2 Habitants (2007)
- Boroñes: 47 Habitants (2007)
- El Condao: 472 Habitants (2007)
- La Ferrera: 109 Habitants (2007)
- La Xerra: 49 Habitants (2007)
- La Casa Campurru
- La Casona
- La Casona'l Xerrón
- El Caxigal
- La Colasa
- Comiyera
- El Cuetu
- Llames
- La Parroquia Baxo
- La Parroquia Riba
- Rabilgo
- Risoto
- Treslaviesca
- La Vega
- Zalices